# QtJambi
QtJambi — библиотека Java, представляющая собой обёртку Qt, каркаса графических приложений. Она позволяет Java разработчикам использовать Qt в своих проектах.
QtJambi поддерживает Linux, Unix, macOS и Microsoft Windows.
Официальная поддержка Nokia для QtJambi закончилась в марте 2010 года, и в настоящее время проект поддерживается Open source community.

## Привет, мир!
```
package
 
org.wikipedia.trolltech
;

import
 
com.trolltech.qt.gui.*
;

public
 
class
 
HelloWorld
 
{

    
public
 
static
 
void
 
main
(
String
 
args
[]
)
 
{

        
QApplication
.
initialize
(
args
);

        
QPushButton
 
hello
 
=
 
new
 
QPushButton
(
"Hello World!"
);

        
hello
.
show
();

        
QApplication
.
exec
();

    
}

}

```